# PinWar
PinWar est un jeu vidéo de flipper développé par Prank Ltd. et édité par Bulkypix, sorti en 2013 sur iOS et Android.

## Accueil
- Canard PC : 7/10[1]
- Pocket Gamer : 8/10[2]
- TouchArcade : 3,5/5[3]